# Wypadek morski

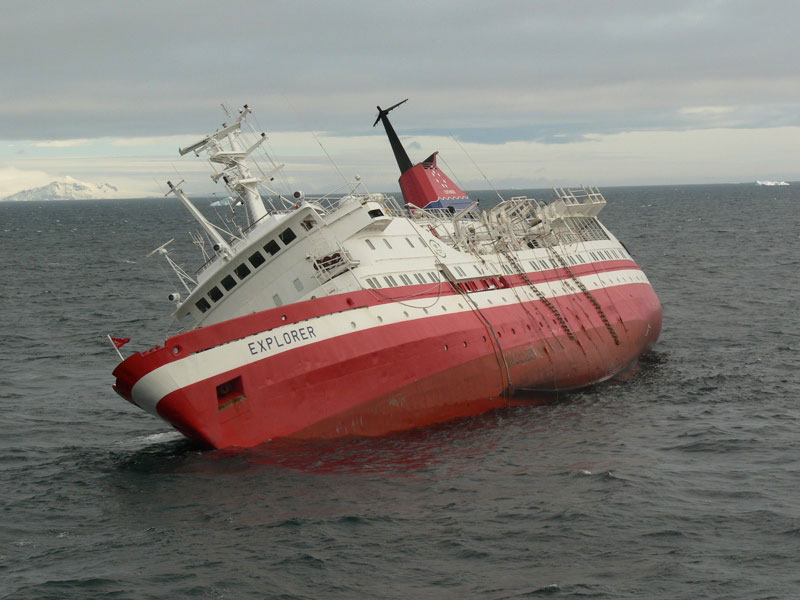
Wypadek morski (tonący statek pasażerski MS Explorer, 2007 r.)

Wypadek morski – zgodnie z art. 2 ust. 1 pkt 1 ustawy z dnia 31 sierpnia 2012 r. o Państwowej Komisji Badania Wypadków Morskich (Dz.U. z 2019 r. poz. 1374) zdarzenie lub kilka następujących po sobie zdarzeń, związane bezpośrednio z eksploatacją statku, w którego następstwie doszło do:
- śmierci albo ciężkiego uszczerbku na zdrowiu człowieka lub
- zaginięcia człowieka przebywającego na statku, lub
- zatonięcia, zaginięcia lub utraty statku w inny sposób, lub
- uszkodzenia statku, wpływającego w znacznym stopniu na jego konstrukcję, zdolności manewrowe lub eksploatacyjne, wymagającego poważnych napraw, lub
- wejścia statku na mieliznę, zetknięcia z dnem, uderzenia w podwodną przeszkodę, unieruchomienia statku lub zderzenia statków, pożaru, eksplozji, uderzenia w budowlę, urządzenie lub instalację, przesunięcia ładunku, uszkodzenia powstałego wskutek złej pogody, uszkodzenia przez lód, pęknięcia kadłuba lub podejrzenia uszkodzenia kadłuba, lub
- wyrządzenia przez statek istotnej szkody w infrastrukturze portowej, infrastrukturze zapewniającej dostęp do portów lub przystani morskich, instalacji lub budowli na morzu, powodującej poważne zagrożenie dla bezpieczeństwa statku, innych statków lub osób, lub
- wyrządzenia szkody w środowisku lub wywołania niebezpieczeństwa wyrządzenia takiej szkody

W rozumieniu ustawy wypadkiem morskim nie jest świadome działanie lub zaniechanie podjęte z zamiarem naruszenia bezpieczeństwa statku, wyrządzenia szkody na osobie lub szkody w środowisku.